# Krusta

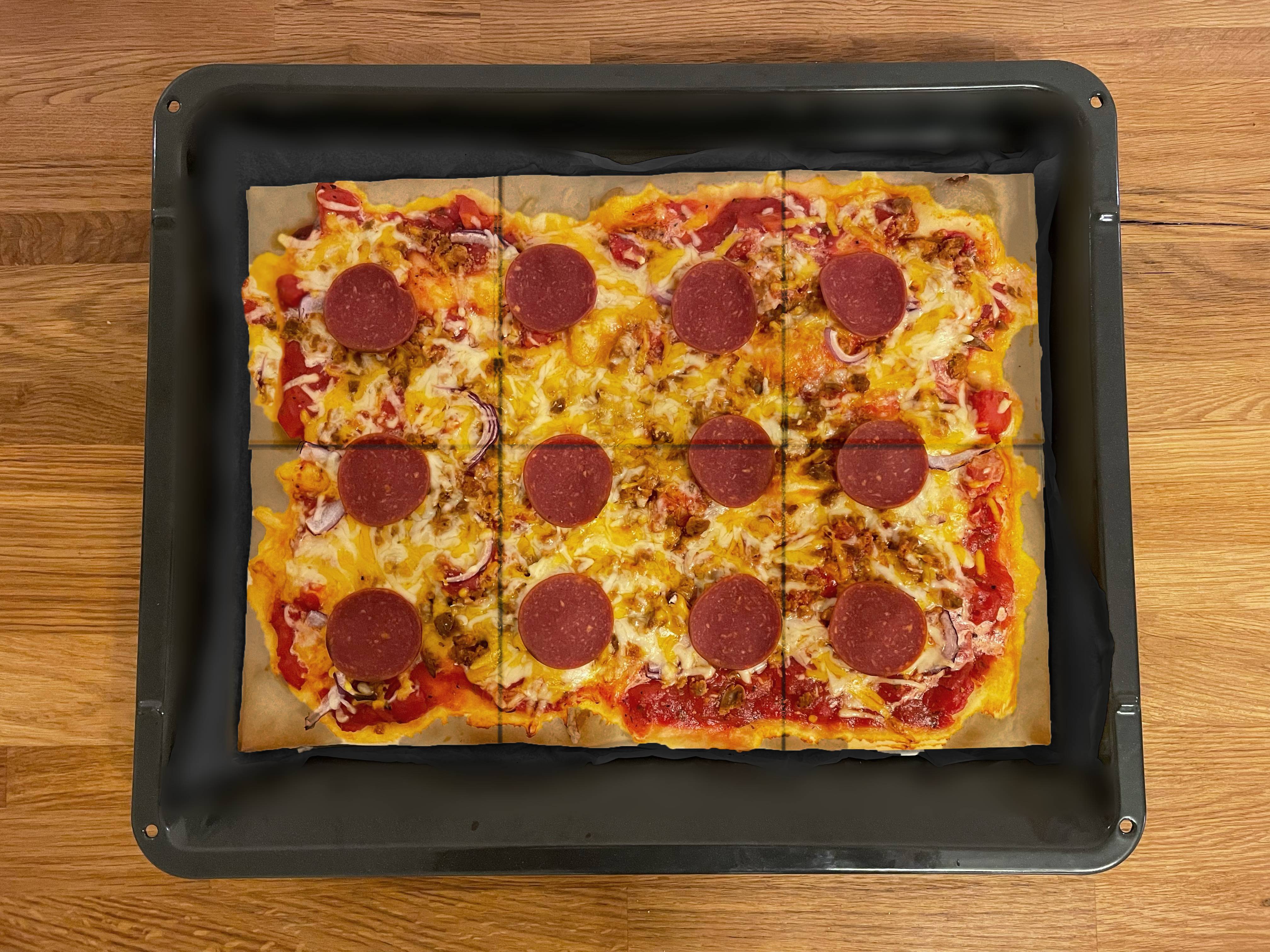
Krusta (in Form der sog. „Teufelskrusta“) mit scharf gewürztem Hackfleisch und Wurst, aus charakteristischem mischbrotartigem Teig.

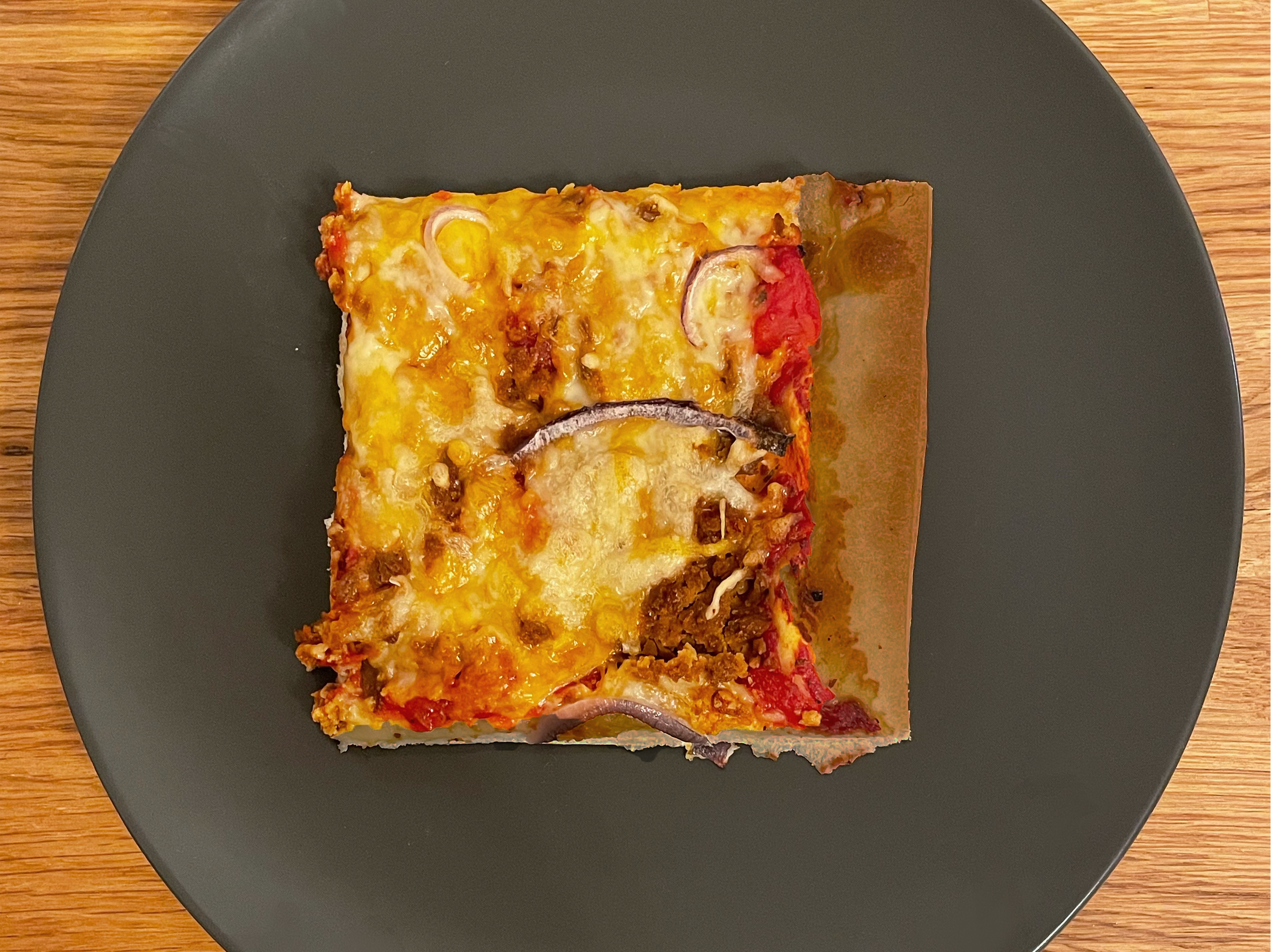
Typisches, quadratisches Segment aus charakteristischem mischbrotartigem Teig.

Die Krusta war in  der DDR-Gastronomie eine Eigenkreation, welche wie die Pizza sehr beliebt war. Die von einem Jugendkollektiv entwickelte Idee der Krusta wurde als „ein bißchen Thüringer Zwiebelkuchen, etwas spanische Tortilla, verwandt mit der italienischen Pizza“ umschrieben.
Im Mai 1976 eröffnete in der Stargarder Straße 3 in Ost-Berlin mit der Krusta-Stube die erste HO-Gaststätte, welche die Krusta in verschiedenen Varianten auf der Speisekarte hatte. Betrieben wurde die Einrichtung damals von den Erfindern der Krusta, einem Jugendneuererkollektiv. Die Betreiber behaupteten damals in der DDR-Presse: „Wir machen die besten Krusta der Welt.“ Pro Tag wurden dort 400 Krusta-Gerichte verzehrt. Die Krusta hatte man damals den Gästen als eine Art „Berliner Pizza“ vorgestellt, sie war als eine warme Zwischenmahlzeit gedacht. Dass die Krusta die Pizza in der DDR verdrängen oder gar ersetzen sollte, ist nicht erkennbar. Pizza wurde auch weiterhin überall angeboten.
Der spezielle Hefeteigboden wurde vom Backwarenkombinat Berlin bezogen. Er basierte auf einem eher dunklen, mischbrotartigen Teig. Auf den Boden kam ein Arrangement aus Fleisch, Wurst, Obst, Gemüse wie Zwiebeln und Paprika, Eier sowie verschiedene Gewürze. Die Krusta wurde im Backofen gebacken und kam dann noch einmal kurz in den Grill. Danach wurde sie in 12 × 12 cm große rechteckige Stücke geschnitten. Krusta gab es 1978 in 31 Varianten. Da die einzelnen Backwerke nur 12 × 12 cm groß waren, konnte man davon gleich mehrere Varianten probieren.
In den Krusta-Stuben konnte sich der Gast auf den großen Blechen mit den Krustasorten das Menü an den dort ausgestellten Krusta-Quadraten selbst zusammenstellen. Die Krusta-Stuben hatten die Preisstufe III. Der ungewöhnliche Name war von brutzeln und knusprig abgeleitet. Zu den beliebten Gerichten gehörte die „Teufelskrusta“, die „Zwiebel-, Eier- und Hackfleischkrusta“ sowie die „Schwarzmeerkrusta“. Die Schwarzmeerkrusta bestand dabei aus Hefeteig, Salamiwürfeln, Sardellen, Tomatenscheiben, Zwiebeln und Käse. Beliebt war auch die „Krautkrusta“ die aus einer Mischung von verschiedenen vorgegarten Kohlsorten bestand. Man trank zur Krusta Weiß- oder Rotwein, Bier, Saft oder Wermut. Oft wurde dazu in den Krusta-Stuben noch eine Gemüsesuppe angeboten.
Angeboten wurden bei der Eröffnung 1976 u. a. Eier-, Zwiebel-, Plowdiwer Guwetsch- und Schwarzmeerkrusta aus Hefeteig und mit Käse überbacken. Beispiele für die möglichen Variationen waren:
- Geflügelkrusta, mit Hühnerfleisch und Gemüse belegt
- Zwiebel-, Eier- und Hackfleischkrusta
- Spreewaldkrusta, belegt mit einer Mischung aus Sauerkraut, Hackfleisch und saurer Sahne[6]
- Teufelskrusta, belegt mit scharf gewürztem Fleisch und mit Käse überbacken
- Schwarzmeerkrusta, belegt mit Salamiwürfeln, Sprotten, Tomatenscheiben, Zwiebeln und mit Käse überbacken
- Krautkrusta, belegt mit einer Mischung von Weißkohl, Wirsingkohl, Rotkohl, Zwiebeln und Paprika

Nach der Deutschen Wiedervereinigung verschwanden langsam die Krusta-Stuben. Im Jahre 1994 gab es noch eine Krusta-Stube in Berlin, die sich „bb’s Krusta Stube“ nannte und wo noch Krustagerichte auf der Speisekarte standen. In einigen Städten, beispielsweise Leipzig-Connewitz, kann man nach wie vor Krustastuben finden, die allerdings auch artverwandte Speisen wie Pizza anbieten.